# Chlamydodontida
Ordre
Les Chlamydodontida sont un ordre de Ciliés de la classe des Cyrtophoria.

## Liste des familles
Selon GBIF (24 novembre 2022) :
- Chitonellidae Small & Lynn, 1985
- Chlamydodontidae Stein, 1859
- Kryoprorodontidae Alekperov & Mamajeva, 1992

Selon The Taxonomicon (24 novembre 2022) :
- Chilodonellidae Deroux, 1970
- Chitonellidae Small & Lynn, 1985
- Chlamydodontidae Stein, 1859
- Gastronautidae Deroux, 1994
- Kryoprorodontidae Alekperov & Mamajeva, 1992
- Lynchellidae Jankowski, 1968

## Systématique
L'ordre des Chlamydodontida a été créé en 1976 par le zoologiste français Gilbert Deroux (d) de la station biologique de Roscoff.